# 5e méridien ouest
Pour les articles homonymes, voir 5e méridien.
En géographie, le 5e méridien ouest est le méridien joignant les points de la surface de la Terre dont la longitude est égale à 5° ouest.

## Géographie

### Dimensions
Comme tous les autres méridiens, la longueur du 5e méridien correspond à une demi-circonférence terrestre, soit 20 003,932 km. Au niveau de l'équateur, il est distant du méridien de Greenwich de 557 km,.
Avec le 175e méridien est, il forme un grand cercle passant par les pôles géographiques terrestres.

### Régions traversées
En commençant par le pôle Nord et descendant vers le sud au pôle Sud, Le 5e méridien ouest passe par:
| Coordonnées         | Pays, Territoire ou Mer | Notes |
| ------------------- | ----------------------- | --- |
| 90° 00′ N, 5° 00′ O | Océan Arctique          | |
| 81° 55′ N, 5° 00′ O | Océan Atlantique        | |
| 58° 38′ N, 5° 00′ O | Royaume-Uni             | Ecosse |
| 55° 52′ N, 5° 00′ O | Firth of Clyde          | Passe entre L'Île de Bute et The Cumbraes (en), Ecosse, Royaume-Uni (à 55° 46′ N, 5° 00′ O) Passe juste à l'est de l'Île d'Arran, Ecosse, Royaume-Uni (à 55° 33′ N, 5° 05′ O)                       |
| 55° 07′ N, 5° 00′ O | Royaume-Uni             | Ecosse — passe juste à l'est de Stranraer (à 54° 54′ N, 5° 01′ O) |
| 54° 45′ N, 5° 00′ O | Mer d'Irlande           | Passe juste à l'ouest de Calf of Man, Île de Man (à 54° 03′ N, 4° 49′ O) Passe juste à l'ouest de Île de Bardsey, Pays de Galles, Royaume-Uni (à 52° 45′ N, 4° 48′ O)                               |
| 52° 01′ N, 5° 00′ O | Royaume-Uni             | Pays de Galles — passe juste à l'ouest de Haverfordwest (à 51° 48′ N, 4° 58′ O) |
| 51° 37′ N, 5° 00′ O | Mer Celtique            | |
| 50° 32′ N, 5° 00′ O | Royaume-Uni             | Angleterre — passe juste à l'est de Truro (à 50° 16′ N, 5° 03′ O) |
| 50° 09′ N, 5° 00′ O | Océan Atlantique        | Manche (mer) Passe par l'île Bannec, France (à 48° 25′ N, 5° 00′ O) Passe juste à l'est de l'île d'Ouessant, France (à 48° 28′ N, 5° 02′ O) Mer d'Iroise Golfe de Gascogne — de 47° 07′ N, 5° 00′ O |
| 43° 28′ N, 5° 00′ O | Espagne                 | Passe juste à l'ouest de Marbella (à 36° 31′ N, 4° 53′ O) |
| 36° 28′ N, 5° 00′ O | Mer Méditerranée        | Mer d'Alboran |
| 35° 24′ N, 5° 00′ O | Maroc                   | Passe dans Fez (à 34° 02′ N, 5° 00′ O) |
| 30° 10′ N, 5° 00′ O | Algérie                 | |
| 25° 06′ N, 5° 00′ O | Mauritanie              | Pendant environ 12 km |
| 25° 00′ N, 5° 00′ O | Mali                    | |
| 11° 59′ N, 5° 00′ O | Burkina Faso            | |
| 10° 04′ N, 5° 00′ O | Côte d'Ivoire           | |
| 5° 08′ N, 5° 00′ O  | Océan Atlantique        | |
| 60° 00′ S, 5° 00′ O | Océan Austral           | |
| 70° 21′ S, 5° 00′ O | Antarctique             | Terre de la Reine-Maud, revendiquée par la Norvège |